# Valeriana pyrenaica
Valeriana pyrenaica es una especie botánica perteneciente a la familia de la antigua familia Valerianaceae, ahora subfamilia Valerianoideae, nativa de la región del Mediterráneo.

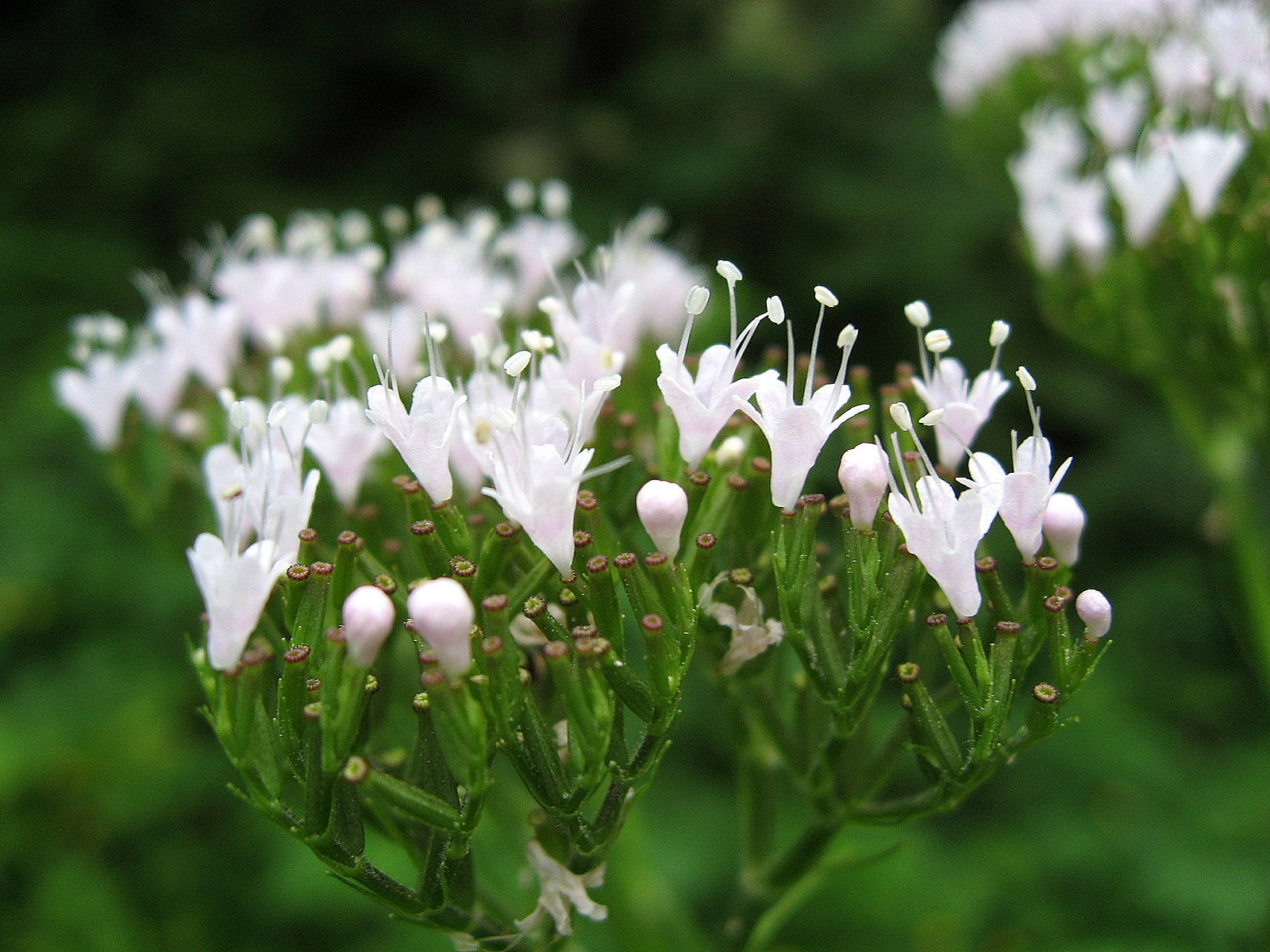
Inflorescencia

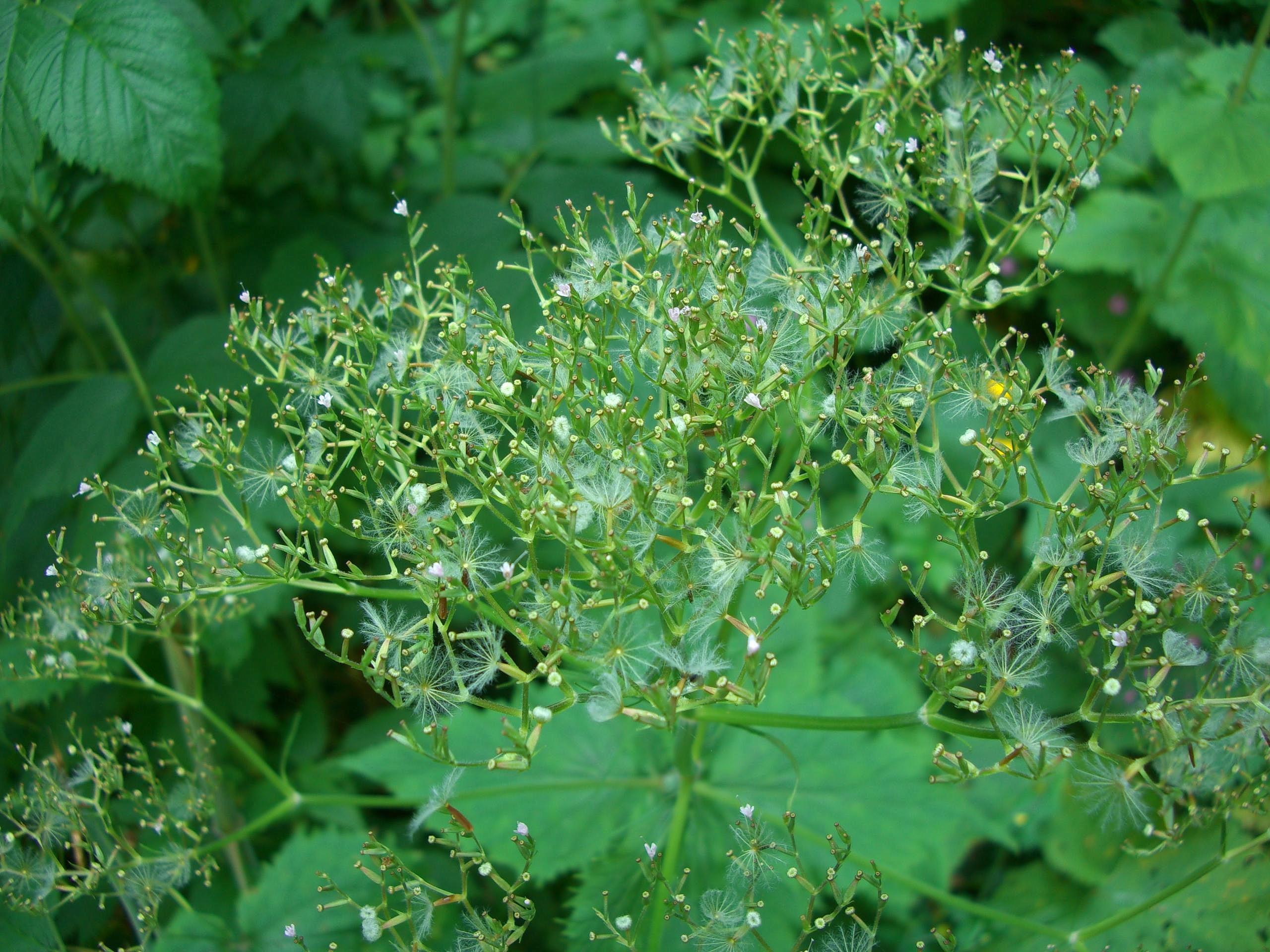
Vista de la planta

## Descripción
Hierba perenne, monocaule, no estolonífera, con rizoma grueso, simple. Tallos hasta de 215 cm, erectos, por lo general simples, fistulosos, densamente pelosos en los nudos. Hojas pecioladas, pelosas en los nervios y pecíolo; las basales y caulinares inferiores con pecíolo de (100)120-250(400) mm y limbo de (50)65-180(220) × (60)70-200(250) mm, ovado, cordiforme u orbicular, crenado o serrado –en ocasiones doblemente serrado o subentero–; las caulinares medias y superiores indivisas o, menos frecuentemente, trisectas o pinnatisectas, subsésiles o con pecíolo de (3)5-35(60) mm, y limbo –o segmento terminal– de (60)80-130(180) × (25)40-100(120) mm, ovado, lanceolado o lanceoladoacuminado, crenado o serrado, a veces con 1(2) pares de segmentos laterales de (20)30-60(70) × (4)10-30(35) mm, acuminados. Inflorescencia corimbiforme, con brácteas lanceoladas o linear-lanceoladas, enteras o serradas, y bractéolas lineares o setáceas, enteras, ciliadas hacia la base. Flores hermafroditas. Corola (3)4-5,5 mm, rosada, glabra por el exterior; tubo con giba de 0,1-0,2 mm, peloso en su interior; limbo con lóbulo superior de (1,2)1,5-2,5 mm, los restantes de (0,8)1,2-1,7(2,2) mm. Anteras 0,8-1,2(1,5) mm. Aquenio (3)3,5-5(5,5) mm, oblongo o linear-oblongo, de sección semicircular, glabro, con costillas laterales de la cara posterior algo arqueadas al menos hacia la base. Vilano con tubo de 0,1-0,7 mm, acopado, membranáceo, y 11-16 setas de (3,5)5-7,7 mm, caedizo.

## Distribución y hábitat
Se encuentra en comunidades megafórbicas próximas a torrentes y cursos de agua, en hayedos, abetales, robledales y pinares muy húmedos, en todo tipo de suelos; a una altitud de 50-1500(2000) metros, en el norte de la península ibérica y sur de Francia; subespontánea en las islas británicas. Cordillera Cantábrica, Pirineos y N del Sistema Ibérico.

## Taxonomía
Valeriana pyrenaica fue descrita por Carlos Linneo y publicado en Species Plantarum 31, en el año 1753.
Citología
El número de cromosomas es de: 2n = 16.
Sinonimia
- Valeriana pyrenaica var. montcaunica C. Vicioso[4]

## Nombre común
- Castellano: segundo nardo de montaña, valeriana, valeriana del Pirineo.[4]